# Artemita banski
Artemita banski är en tvåvingeart som beskrevs av James 1971. Artemita banski ingår i släktet Artemita och familjen vapenflugor. Inga underarter finns listade i Catalogue of Life.